# Pod Starým vrchom
Pod Starým vrchom je přírodní rezervace v katastrálním území obce Šrobárová v okrese Komárno v Nitranském kraji na Slovensku. Území bylo vyhlášeno v roce 2002 a jeho  rozloha je 3,6513 hektaru. Předmětem ochrany je sprašová stráň s vegetací stepního charakteru a výskytem teplomilných druhů rostlin.